# Lijst van werken van Mary Cassatt
Deze lijst geeft een (incompleet) overzicht van schilderijen van Mary Cassatt (1844-1926), een impressionistische schilder. De meeste zijn genrestukken.
| Afbeelding | Titel                                                      | Datering | Formaat        | ID           | Eigendom, tentoonstelling            | Locatie                  |
| ---------- | ---------------------------------------------------------- | -------- | -------------- | ------------ | ------------------------------------ | ------------------------ |
|            | Picking flowers in a field                                 | 1875     | 10½ × 13½ in   |              | privécollectie                       |                          |
|            | Little Girl in a Blue Armchair                             | 1878     | 35 × 51 in     | 1983.1.18    | National Gallery of Art              | Washington D.C.          |
|            | Vrouw met een parelketting in een loge (Lydia in een loge) | 1879     | 31⅝ × 23 in    | PMA 1978-1-5 | Philadelphia Museum of Art           | Philadelphia             |
|            | Lydia Leaning on Her Arms (in a theatre box)               | 1879     | 21⅝ × 17¾ in   |              | Collectie mw. William Coxe Wright    | St. Davids, PA           |
|            | A Woman and a Girl Driving                                 | 1879     | 35¼ × 51½ in   |              | Philadelphia Museum of Art           | Philadelphia             |
|            | Lilacs in a Window                                         | 1879     | 24,2 × 20,3 in | MMA 1997.207 | Metropolitan Museum of Art           | NYC                      |
|            | In de Loge                                                 | 1880     | 32 × 26 in     | 10.35        | Museum of Fine Arts (Boston)         | Boston                   |
|            | Tea                                                        | 1880     | 25½ × 36¼ in   | 42.178       | Museum of Fine Arts Boston           | Boston                   |
|            | Mother About to Wash Her Sleepy Child                      | 1880     | 39½ × 25⅞ in   | M.62.8.14    | Los Angeles County Museum of Art     | Los Angeles              |
|            | Susan on a Balcony holding a dog                           | 1883     | 39½ × 25½ in   |              | Corcoran Gallery of Art              | Washington D.C.          |
|            | Reading Le Figaro                                          | 1883     | 41 × 33 in     |              | Collectie mw. Eric de Spoelberch     | Haverford (Pennsylvania) |
|            | The Family                                                 | 1886     | 32 × 26 in     |              | Chrysler Museum of Art               | Norfolk, Virginia        |
|            | Girl Arranging Her Hair                                    | 1886     | 29½ × 24½ in   | 1963.10.97   | National Gallery of Art              | Washington D.C.          |
|            | Emmie and her Child                                        | 1889     | 35⅜ × 25⅜ in   |              | Wichita Art Museum                   | Kansas                   |
|            | Mrs. Robert S. Cassatt, the Artist's Mother                | 1889     | 38 × 27 in     | 1979.35      | Fine Arts Museums of San Francisco   | San Francisco            |
|            | Baby's First Caress                                        | 1891     | 30 × 24 in     |              | New Britain Museum of American Art   | New Britain, Connecticut |
|            | The Child's Bath                                           | 1893     | 39½ × 26 in    | 1910.2       | Art Institute of Chicago             | Chicago                  |
|            | De brief                                                   | 1891     | 13⅝ × 9 in     |              | Art Institute of Chicago             | Chicago                  |
|            | Baby Reaching for an Apple                                 | 1893     | 39 × 25½ in    |              | Mrs. Blaine Durham                   | Hume, VA                 |
|            | Het boottochtje                                            | 1893     | 35½ × 46⅛ in   | 1963.10.94   | National Gallery of Art              | Washington D.C.          |
|            | Summertime                                                 | 1894     | 29 × 38 in     |              | Armand Hammer Foundation             | Los Angeles              |
|            | Ellen Mary Cassatt In A White Coat                         | 1896     | 32 × 24 in     |              | privécollectie                       |                          |
|            | Breakfast in Bed                                           | 1897     | 25⅝ × 29 in    |              | Huntington Library                   | San Marino, California   |
|            | Gardner and Ellen                                          | 1899     | 25 × 18¾ in    | MMA 57.182   | Metropolitan Museum of Art           | NYC                      |
|            | Madame A. F. Aude and Her Two Daughters                    | 1899     | 21⅜ × 31⅞ in   |              | Collectie Durand-Ruel                | Paris                    |
|            | After the Bath                                             | 1901     | 25¾ × 39¼ in   |              | Cleveland Museum of Art              | Cleveland                |
|            | Reine LeFebvre Holding a Nude Baby                         | 1902     | 26⅞ × 22½ in   |              | Worcester Art Museum                 | Worcester, MA            |
|            | Margot (Lefebvre) in Blue                                  | 1902     | 24 × 19⅝ in    | 37.303       | Walters Art Museum                   | Baltimore                |
|            | Simone in a White Bonnet                                   | 1903     | 25½ × 16½ in   |              | privécollectie                       | Texas                    |
|            | Mother and Child                                           | 1905     | 36¼ × 29 in    | 1963.10.98   | National Gallery of Art              | Washington D.C.          |
|            | Françoise Holding a Little Dog                             | 1906     | 26⅞ × 22¾ in   | 26.124       | Huntington Library                   | San Marino, California   |
|            | Antoinette at her dressing table                           | 1909     | 36½ × 28½ in   |              | Collectie mw. Samuel E. Johnson      | Chicago, Illinois        |
|            | The Crochet Lesson                                         | 1913     | 30⅛ × 25½ in   |              | Collectie Melville en Estelle Gelman | Washington D.C.          |
|            | Mother, Young daughter, and Son                            | 1913     | 43¼ × 33¼ in   |              | Memorial Art Gallery                 | Rochester, NY            |